# Ladutjärnen (Norrfjärdens socken, Norrbotten)
Ladutjärnen är en sjö i Piteå kommun i Norrbotten och ingår i Alterälvens huvudavrinningsområde.